# Neil Ruddock
Neil Ruddock (Wandsworth, 9 maggio 1968) è un ex calciatore inglese, di ruolo difensore.

## Caratteristiche tecniche
Era un libero o un difensore centrale.

## Carriera

### Club
Nel 1992 il Southampton lo preleva dal Millwall in cambio di 230.000 sterline. Nel 1992 il Tottenham lo acquista per 850000 sterline. Passato al Liverpool nel 1993, cinque anni dopo il West Ham lo ottiene per 350000 sterline.

## Palmarès

### Club

#### Competizioni nazionali
- Coppa di Lega inglese: 1

Liverpool: 1994-1995